# Generónomo
Los generónomos son pares de palabras que tienen igual significado pero son opuestas en género, como esposo y esposa, hermano y hermana, padre y madre, abuelo y abuela, etc.